# Leryn Franco
Leryn Dahiana Franco Stenery (Asunción, 1º marzo 1982) è una giavellottista e modella paraguaiana.

## Biografia

### Attività sportiva
Nata in Paraguay da genitori di origine uruguaiana, Leryn Franco si è messa in luce praticando l'atletica leggera, in particolar modo il lancio del giavellotto.
Nella specialità ha conquistato il titolo sudamericano della categoria allievi nel 1998, seguito dal titolo sudamericano juniores nel 2001 e da quello under 23 nel 2004.
Ha partecipato per il Paraguay a 3 edizioni dei Giochi olimpici classificandosi 42ª con la misura di 50,37 m ad Atene 2004, 51ª con 45,34 m a Pechino 2008 e 34ª con 51,45 m a Londra 2012.
Il suo record personale nel lancio del giavellotto è di 57,77 metri, stabilito l'8 giugno 2012 durante i campionati ibero-americani a Barquisimeto. Tale misura le ha permesso di stabilire il record nazionale e di aggiudicarsi la medaglia d'argento dei campionati.
In carriera, a livello seniores, può vantare anche una medaglia d'argento ed una di bronzo conquistate ai Campionati sudamericani, rispettivamente nel 2011 e nel 2007.

### Attività da modella
Oltre a praticare atletica leggera svolge l'attività di modella; nel 2006 si è classificata seconda a Miss Universo Paraguay ed ha partecipato a Miss Bikini of the Universe.

## Palmarès
| Anno | Manifestazione          | Sede           | Evento                 | Risultato | Misura  | Note             |
| ---- | ----------------------- | -------------- | ---------------------- | --------- | ------- | ---------------- |
| 1999 | Mondiali allievi        | Bydgoszcz      | Lancio del giavellotto | 7ª        | 43,56 m |                  |
| 2001 | Universiadi             | Pechino        | Lancio del giavellotto | 10ª       | 43,69 m |                  |
| 2003 | Mondiali                | Parigi         | Lancio del giavellotto | 24ª       | 51,13 m |                  |
| 2004 | Olimpiadi               | Atene          | Lancio del giavellotto | 42ª       | 50,37 m |                  |
| 2007 | Giochi panamericani     | Rio de Janeiro | Lancio del giavellotto | 8ª        | 52,24 m |                  |
| 2007 | Universiadi             | Bangkok        | Lancio del giavellotto | 10ª       | 52,24 m |                  |
| 2008 | Olimpiadi               | Pechino        | Lancio del giavellotto | 51ª       | 45,34 m |                  |
| 2009 | Universiadi             | Belgrado       | Lancio del giavellotto | 14ª       | 48,26 m |                  |
| 2011 | Campionati sudamericani | Buenos Aires   | Lancio del giavellotto | Argento   | 55,66 m | Record nazionale |
| 2011 | Giochi panamericani     | Guadalajara    | Lancio del giavellotto | 13ª       | 48,70 m |                  |
| 2012 | Olimpiadi               | Londra         | Lancio del giavellotto | 34ª       | 51,45 m |                  |
| 2013 | Campionati sudamericani | Cartagena      | Lancio del giavellotto | 4ª        | 54,79 m |                  |
| 2014 | Giochi sudamericani     | Santiago       | Lancio del giavellotto | 5ª        | 52,86 m |                  |